# Луамбе (национальный парк)
Национальный парк «Луамбе» (англ. Luambe National Park) — национальный парк расположен в Восточной провинции Замбии, к северо-востоку от знаменитого Национального парка Южная Луангва и к югу от Национального парка Северная Луангва. Как и его соседи, он расположен в рифтовой долине реки Луангва.

## История и охрана парка
Национальный парк Луамбе не финансировался до 1999 года. Как следствие, чрезмерное браконьерство привело к резкому сокращению численности диких животных. Осталось лишь несколько пугливых животных. Некоммерческая ассоциация Luangwa-Wilderness e.V. стремится помочь в сохранении и восстановлении парка. Это делается в тесном сотрудничестве с Управлением по охране дикой природы Замбии (ZAWA) и с привлечением местных сообществ.
Уроки, извлеченные из соседнего Национального парка Северная Луангва в ходе работы, проведенной Франкфуртским зоологическим обществом, показали, как можно увеличить популяцию животных при соответствующем управлении и планировании. За последние три года строительство домика в Национальном парке Луамбе уже способствовало хорошему восстановлению и улучшению численности диких животных.
Общая цель заключается в том, что в будущем Национальный парк Луамбе будет управляться замбийцами и будет открыт для туризма с единственной целью — сохранить уникальную часть Африки. В долгосрочной перспективе существуют планы по созданию коридоров между северными и южными парками, как это происходит в Трансграничном парке «Большой Лимпопо», состоящем из Национального парка Лимпопо (Мозамбик), Национального парка Крюгера (Южная Африка) и Национального парка Гонарежу (Зимбабве).

## География
Небольшой парк (300 км2) расположен на плоском дне долины, рядом с рекой. Экорегион на участке — леса Замбезии и Мопане, тип лесной саванны, более устойчивый к более жарким и сухим условиям на дне долины, чем лесная саванна Миомбо, которая охватывает большую часть страны. Высота над уровнем моря составляет 500–700 метров. В некоторых местах деревья довольно густые, в других они уступают место лугам.
Жизненная сила долины Луангва — река Луангва. В сезон дождей она разливается, и по мере её отступления лагуны остаются по бокам от главного русла. Река не пересыхает полностью в Луамбе, но к концу сухого сезона потоки сокращаются до ручейка. Речной пейзаж меняется в течение года в зависимости от уровня воды, который меняет топографию её берегов и поймы. Такое сочетание воды и земли создало совершенно особую экосистему. В Луамбе есть множество лагун, которые посещают животные и птицы в сухой сезон, что способствует биоразнообразию.

## Внешние ссылки
- Website
- Kruger National Park
- South Africa